# Lowdown (Chicago)
Lowdown is een nummer van de Amerikaanse band Chicago uit 1971. Het is de tweede single van hun derde studioalbum Chicago III.
"Lowdown" was het tweede nummer dat Peter Cetera voor Chicago schreef. Het zou bijna Cetera's laatste zijn, omdat de band al tevreden was met de schrijvers die ze hadden. Later zouden ze daarvan terugkomen. Het nummer werd een bescheiden in in Noord-Amerika, met onder andere een 35e positie in de Amerikaanse Billboard Hot 100. In Europa was Nederland het enige land waar de plaat een hit werd; met een 24e positie in de Nederlandse Top 40.